# Щегловский, Александр Витальевич
Александр Витальевич Щегловский (18 июля 1963 — 28 февраля 2015, Винтерберг, Германия) — советский и российский тренер по бобслею, заслуженный тренер России.

## Биография
Мастер спорта СССР по бобслею, призер всесоюзных соревнований. Чемпион СССР по американскому футболу.
С 2006 г. — тренер сборной команды Москвы, с 2007 г. — тренер сборной команды России по бобслею. За это время подготовил победителей и призеров чемпионатов мира среди юниоров (2008—2011 гг.), Кубков Европы, чемпионатов и первенств России, призеров Кубков мира.
Похоронен на Химкинском кладбище.

## Семья
Супруга — Коновалова Мария Александровна, род. 1976 г. Сын — Щегловский Александр Александрович, род. 1990 г. Дочь — Щегловская Полина Александровна, род. 2012 г. Младший брат — Павел Витальевич Щегловский (род. 1972) — бобслеист и тренер по бобслею.

## Награды и звания
- Заслуженный тренер России. Награждён медалью ордена за заслуги перед Отечеством I степени (2015).